# Аатиф Шаешу
Аатиф Шаешу (роден на 2 юли 1986 г. във Фонтено-о-Розе, Франция) е марокански футболист, полузащитник, който играе за Фенербахче.

## Кариера

### АС Нанси
Присъединява се към Нанси на 9 юли 2009 г. след кратък престой в аматьорския Олимпик Ноиси-ле-Сек. Предимно играе за втория отбор на Нанси. Дебютира в Лига 1 на 24 април 2010 г. срещу Монпелие.Разтрогва договора си с клуба през януари 2012 г.

### Черноморец
На 17 януари 2012 г. започва пробен период с Черноморец (Бургас). На следващия ден се представя силно в контролна среща с ФК Созопол (5:1) и отбелязва гол. На 19 януари 2012 г. подписва договор за 2 години и половина с бургаския глуб. Записва дебют на 4 март 2012 г. срещу ЦСКА (2:0).

### Сивасспор
На 5 юли 2012 г. е продаден на Сивасспор за сумата от 500 000 €. Подписва договор за 3 години. Голмайстор на турската суперлига за сезон 2013/14 със 17 попадения.

### Национален отбор
През юни 2014 г. дебютира за Мароко в приятелска среща срещу Русия.

## Статистика по сезони[5]
| Сезон    | Отбор                | Първенство           | Мачове | Голове |
| -------- | -------------------- | -------------------- | ------ | ------ |
| 2005/06  | Расинг Париж         | Аматьорски шампионат | 5      | 0      |
| 2007/08  | Седан                | Лига 2               | 5      | 1      |
| 2008/09  | Саноа Сен-Гратиен    | Шампионат национал   | 6      | 0      |
| 2009/пр. | Олимпик Ноиси-ле-Сек | Аматьорски шампионат | 19     | 4      |
| 2009/10  | Нанси                | Лига 1               | 2      | 0      |
| 2010/11  | Нанси                | Лига 1               | 5      | 0      |
| 2012/пр. | Черноморец (Бс)      | А група              | 15     | 10     |
| 2012/13  | Сивасспор            | Турска Суперлига     | 28     | 6      |
| 2013/14  | Сивасспор            | Турска Суперлига     | 34     | 17     |
| 2014/15  | Сивасспор            | Турска Суперлига     | 33     | 13     |
| 2015/16  | Сивасспор            | Турска Суперлига     | 33     | 12     |
| 2016/17  | Фенербахче           | Турска Суперлига     | 4      | 3      |

## Отличия

### Индивидуални
- Турска Суперлига Голмайстор (1): 2013/14 (17 гола)